# Моджо (Эфиопия)
Моджо (амх. ሞጆ) — город в центральной части Эфиопии, в регионе Оромия. Входит в состав зоны Восточная Шоа.

## Географическое положение
Город находится в центральной части региона, к северу от водохранилища Кока, на высоте 1778 метров над уровнем моря.
Моджо расположен на расстоянии приблизительно 43 километров к юго-востоку от столицы страны Аддис-Абебы.

## Население
По данным Центрального статистического агентства Эфиопии на 2005 год численность населения города составляла 39 316 человек, из которых мужчины составляли 49 %, женщины — соответственно 51 %.
По данным переписи 1994 года население Моджо насчитывало 21 997 человек.

## Транспорт
Сообщение Моджо с другими городами Эфиопии осуществляется посредством железнодорожного и автомобильного транспорта.
Ближайший аэропорт расположен в городе Аддис-Абеба.